# Acilius duvergeri
Acilius duvergeri é uma espécie de escaravelho da família Dytiscidae.
Pode ser encontrada nos seguintes países: Argélia, Itália, Marrocos, Portugal e Espanha.